# تيم ماديسون
تيم ماديسون (بالإنجليزية: Tim Madison)‏ هو كاتب وموسيقي أمريكي، ولد في 26 فبراير 1967.

## وصلات خارجية
- تيم ماديسون على موقع ميوزك برينز (الإنجليزية)
- تيم ماديسون على موقع أول ميوزيك (الإنجليزية)
- تيم ماديسون على موقع ديسكوغز (الإنجليزية)
- تيم ماديسون على موقع ديسكوغز (الإنجليزية)